# چی می‌شد اگه
چی می‌شد اگه (به هندی: Yun Hota Toh Kya Hota) فیلمی محصول سال ۲۰۰۶ و به کارگردانی نصیرالدین شاه است. در این فیلم بازیگرانی همچون کونکونا سن شارما، عرفان خان، جیمی شرگیل، آیشا تاکیا، پارش راوال، ساروج خان، بومان ایرانی، راتنا پاتک، شاهانا گوسوامی، تینو آناند، رانویر شوری ایفای نقش کرده‌اند.